# Славське (гміна)
Гміна Славське — колишня (1934—1939 рр.) сільська ґміна Стрийського повіту Станіславського воєводства Польської республіки (1918—1939) рр. Центром ґміни було село Славське.

1 серпня 1934 року в Стрийському повіті Станіславівського воєводства було створено ґміну Славське з центром в с.Славське. В склад ґміни входили наступні сільські громади: Грабовець Сколівський, Головецько, Гребенів, Либохора, Нижня Рожанка, Верхня Рожанка, Славське і Тухля.
Населення ґміни станом на 1931 рік становило 8 719 осіб. Налічувалось 1 812 житлових будинків. 

17 січня 1940 року ґміна ліквідована у зв’язку з утворенням Славського району.